# Thanos
Thanos är en superskurk i Marvel Comics universum, skapad av Jim Starlin. Thanos är medlem av en ras kallad Eternals, vars hemvist är månen Titan. Figurens namn kommer ursprungligen från dödsguden Thanatos i den grekiska mytologin. Thanos introducerades först i Iron Man #55 (februari 1973). Hans kraft är att skjuta "Psioniska explosioner".
Thanos dyker upp i flera Marvel Cinematic Universe-filmer, skildrad av Damion Poitier i The Avengers (2012), och av Josh Brolin i Guardians of the Galaxy (2014), Avengers: Age of Ultron (2015), Avengers: Infinity War (2018) och Avengers: Endgame (2019). Karaktären har dykt upp i olika serietidningar, inklusive i animerade TV-serier, arkadspel och datorspel.